# ARD Musikclub

Karte der Sender, welche den ARD Musikclub übernehmen. (Stand: Juni 2025)

Der ARD Musikclub ist eine bundesweit täglich ab 20 Uhr ausgestrahlte, thematisch strukturierte Radiosendereihe der Oldie- und Landes-Hörfunkprogramme der ARD, die im Rahmen einer umfassenden Reform der Abendangebote am 2. Juni 2025 eingeführt wurde. Sie ist Teil einer neuen Kooperation der ARD-Landesrundfunkanstalten, bei der ausgewählte Musikformate in gemeinsamer Verantwortung produziert und von Bremen Eins, hr1, SR 3 Saarlandwelle und SWR1 (Baden-Württemberg und Rheinland-Pfalz) übernommen werden. Die Produktion des ARD Musikclubs liegt federführend beim Südwestrundfunk (SWR).
Das Angebot ähnelt dem gleichzeitig gestarteten ARD Abend, den der MDR produziert.
Der ARD Musikclub bietet an jedem Wochentag ein musikalisches Schwerpunktthema. Die Gliederung folgt einem festen Schema:
- Montag: Musikclub 80er
- Dienstag: Musikclub Deutsch
- Mittwoch: Musikclub Country
- Donnerstag: Musikclub Rock
- Freitag: Musikclub 90er
- Samstag: Musikclub Party
- Sonntag: Musikclub Soul

Trotz der zentralisierten Produktion bleibt die regionale Verankerung der jeweiligen Programme erhalten. Zur vollen Stunde werden weiterhin regionale Nachrichten und Wetterberichte ausgestrahlt. Die Moderation erfolgt live.